# شرکت کتاب
شرکت کتاب نخستین کتابفروشی ایرانی است که در سال ۱۹۸۱ در منطقه سن فرناندو ولی در بلوار ونتورا در آمریکا تأسیس شد.
این شرکت از سال ۱۹۸۸ به وست وود نقل مکان کرد که اکنون بزرگ‌ترین کتابفروشی وستوود است و در کنار کتاب عرضه بخش بزرگی از محصولات موسیقی و فیلم را بر عهده دارد.

## تعطیلی
شرکت کتاب در سال ۲۰۱۷ میلادی پس از ۳۶ سال فعالیت تعطیل شد و تنها به صورت آنلاین به فعالیت خود ادامه داد.

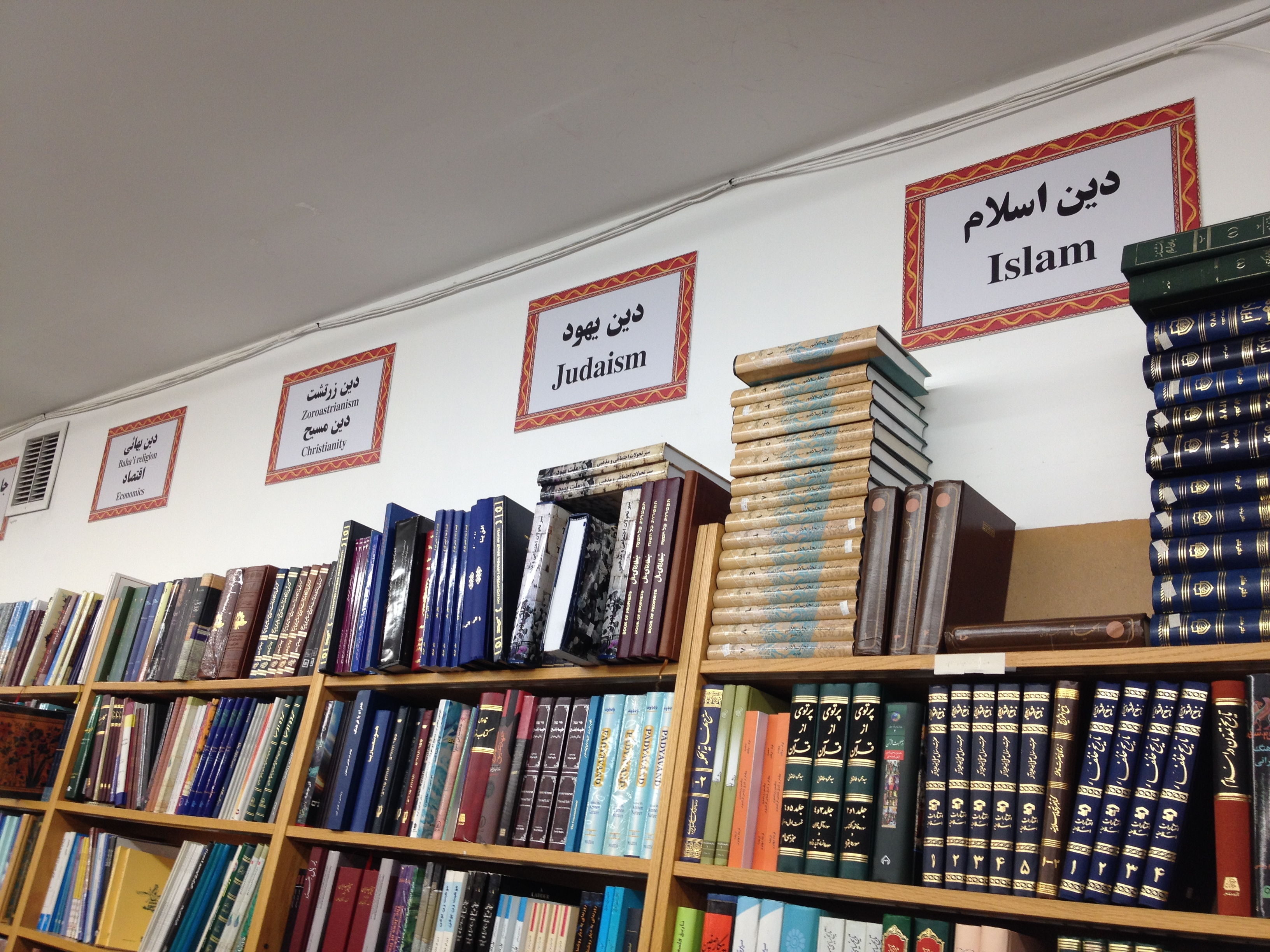
نمایی از بخش کتاب‌های مذهبی در کتاب‌فروشی شرکت کتاب